# Oplegnathus
Oplegnathus hay cá mồm dao là một chi cá trong bộ Cá vược phân bố ở Ấn Độ Dương và Thái Bình Dương, một số loài trong chi này có giá trị kinh tế.

## Các loài
- Oplegnathus conwayi J. Richardson, 1840, 1840
- Oplegnathus fasciatus (Temminck & Schlegel, 1844)
- Oplegnathus insignis (Kner, 1867)
- Oplegnathus peaolopesi J. L. B. Smith, 1947
- Oplegnathus punctatus (Temminck & Schlegel, 1844)
- Oplegnathus robinsoni Regan, 1916
- Oplegnathus woodwardi Waite, 1900